# Contea di Crawford (Ohio)
La contea di Crawford (in inglese Crawford County ) è una contea dello Stato dell'Ohio, negli Stati Uniti. La popolazione al censimento del 2000 era di 46 966 abitanti. Il capoluogo di contea è Bucyrus.